# Fluviostroma wrightii
Fluviostroma wrightii — вид грибів, що належить до монотипового роду Fluviostroma.